# Brucher Sandbahn
| Spurweite: | 1435 mm (Normalspur) |                                            |                                            |
| |                      |                                            |                                            |
| \| \| \| větrací jáma Libkovice \| \| \| \| Anschl. Kohinoor II \| \| \| \| Anschl. Kohinoor I (von Louka u Litvínova) \| \| \| \| Ústí nad Labem–Chomutov (vorm. ATE) \| \| \| \| Anschl. Venus (Venuše); Anbindung an ATE \| \| \| \| Braňany pískové n. Prohn Sandbf. \| \| \| \| (Sandgrube) \| |                      |                                            |                                            |
| Strecke (außer Betrieb) |                      | větrací jáma Libkovice                     | větrací jáma Libkovice                     |
| Abzweig geradeaus und von links (Strecke außer Betrieb) |                      | Anschl. Kohinoor II                        | Anschl. Kohinoor II                        |
| Abzweig geradeaus und von rechts (Strecke außer Betrieb) |                      | Anschl. Kohinoor I (von Louka u Litvínova) | Anschl. Kohinoor I (von Louka u Litvínova) |
| Kreuzung geradeaus oben (Strecken außer Betrieb) |                      | Ústí nad Labem–Chomutov (vorm. ATE)        | Ústí nad Labem–Chomutov (vorm. ATE)        |
| Abzweig geradeaus und von rechts (Strecke außer Betrieb) |                      | Anschl. Venus (Venuše); Anbindung an ATE   | Anschl. Venus (Venuše); Anbindung an ATE   |
| Dienststation / Betriebs- oder Güterbahnhof (Strecke außer Betrieb) |                      | Braňany pískové n. Prohn Sandbf.           | Braňany pískové n. Prohn Sandbf.           |
| Strecke (außer Betrieb) |                      | (Sandgrube)                                | (Sandgrube)                                |

Die Brucher Sandbahn war eine Sandbahn der Gewerkschaft Brucher Kohlenwerke im Nordböhmischen Becken im heutigen Tschechien. Sie verband die Sandgruben bei Prohn (Braňany) mit den Braunkohle-Tiefbaugruben bei Bruch (Lom u Mostu). Den Betrieb führte die k.k. priv. Aussig-Teplitzer Eisenbahn (ATE) bzw. nach deren Verstaatlichung 1924 die Tschechoslowakischen Staatsbahnen (ČSD). 

## Geschichte
Erbaut wurde die Strecke 1912 vorrangig zur Versorgung des Tiefbauschachtes Johann I (ab 1931: Kohinoor) der Brucher Kohlenwerke mit Versatzmaterialien, um über ausgekohlten Grubenbereichen Bergsenkungen zu verhindern. Das betraf insbesondere die Gemeindegebiete von Oberleutensdorf und Bruch, die im Grubenfeld der Brucher Kohlenwerke lagen. Des Weiteren diente die Strecke auch zur Abfuhr der geförderten Braunkohle über die Strecke der ATE. Bei Maria Radschitz (Mariánské Radčice) bestand darum eine Gleisverbindung zur Hauptbahn Aussig–Komotau. 
Nach dem Zweiten Weltkrieg wurde die Sandbahn nach der Verlagerung der Kohleförderung auf unbebautes Gebiet aufgegeben. Die Kohinoorschächte erhielten später eine neue Gleisverbindung zum Bahnhof Louka u Litvínova.

## Fahrzeugeinsatz

GBK 001

Auf der Brucher Sandbahn kamen erstmals in der österreichisch-ungarischen Monarchie fünffach gekuppelte Tenderlokomotiven zum Einsatz, die von der Ersten Böhmisch-Mährischen Maschinenfabrik in Prag gefertigt wurden. Sie erhielten von den Brucher Kohlenwerken die Betriebsnummern 001–003. Bei den ČSD waren die Lokomotiven als 514.101–103 eingeordnet.